# 警察局

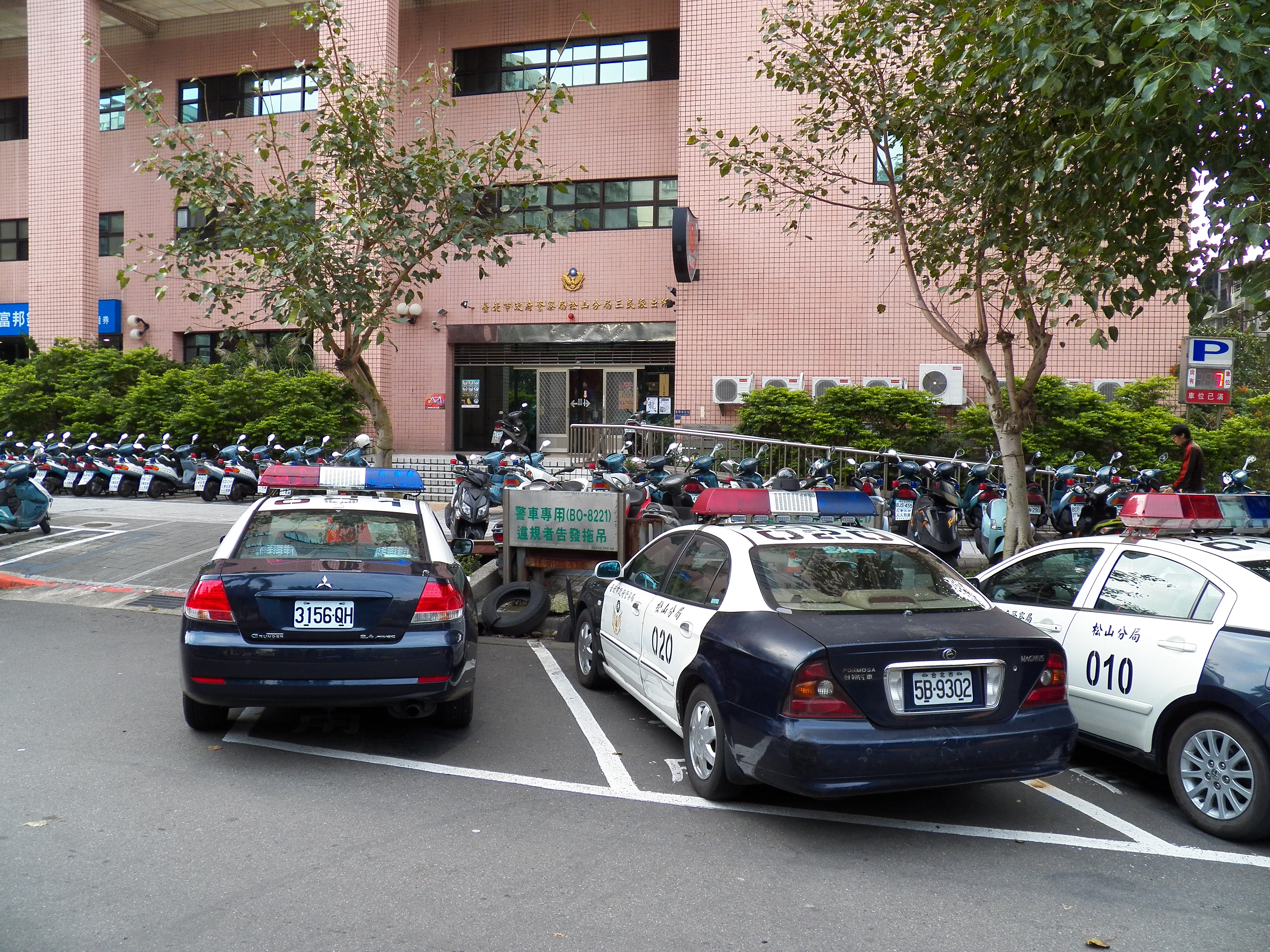
臺灣臺北市政府警察局松山分局三民派出所

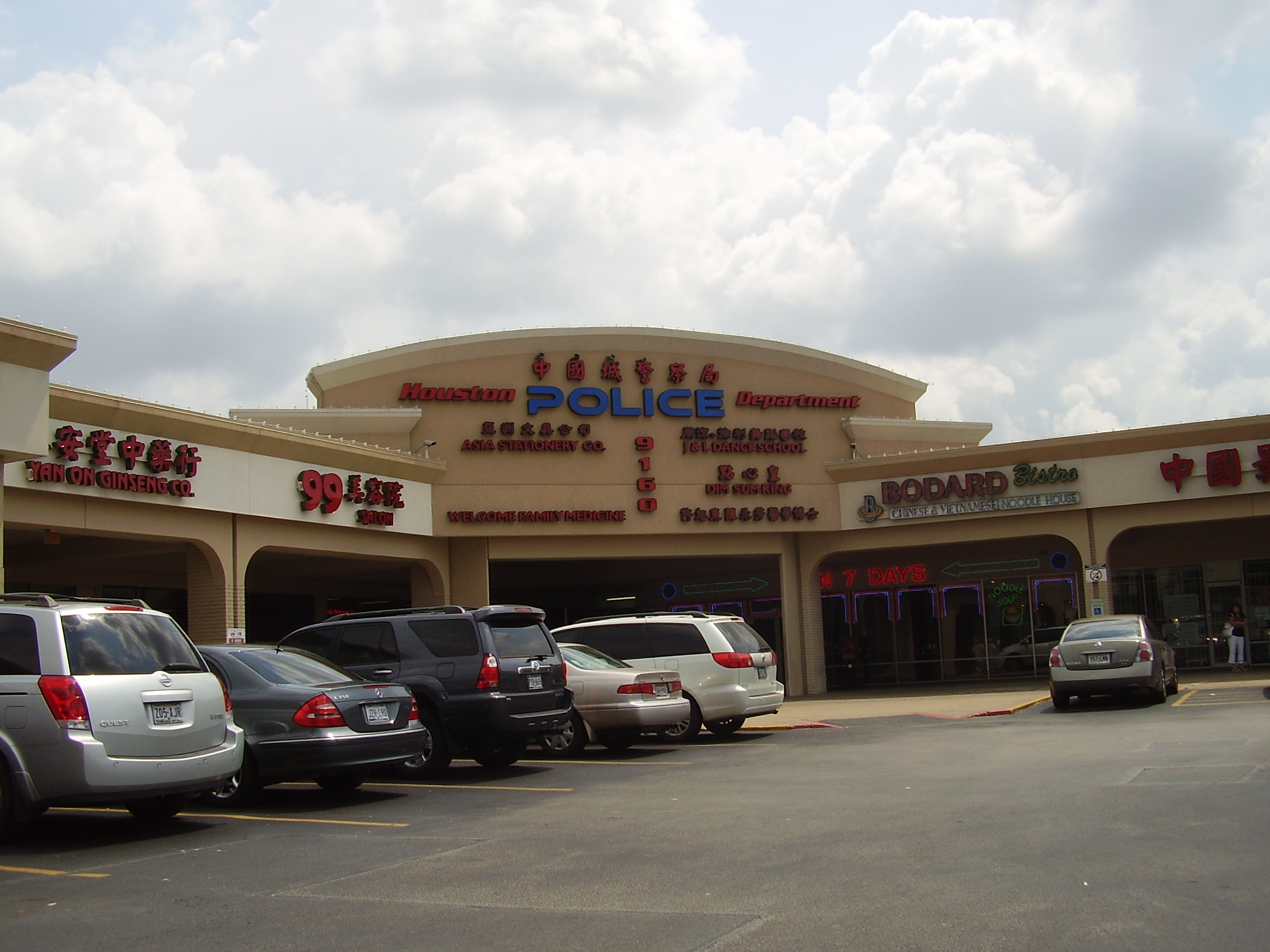
位於美國休斯敦中國城的警察局（Ranchester Police Storefront）

警察局、警察署，简称警局、警署，粤语俗称差館，是指地方政府層級的警察機構，亦指其所在之建築物。警察局為辖区內各個基層警察組織（派出所）的總部，其內部除了辦公室以外，通常還會有警務人員的宿舍、更衣室、車庫，以及執行勤務所需之短期拘留室、偵訊室等設施。
在中華民國，直轄市及縣（市）政府設警察局，掌理各該管區之警察行政及業務。在中華人民共和國，類似的組織為公安機關，包括省、自治區的公安廳；直轄市、副省級城市、地級市、縣、縣級市、旗的公安局；盟、地區的公安處等層級。

## 各國概況

### 中華人民共和國
中華人民共和國的公安机关為各地方政府管理公共安全事务的行政执法部门和刑事司法部门，其职能和其他国家的“警察局”相近，但也行使部分非警务的行政许可职能，如户籍管理、特种行业管理等。在公安机关从事工作的公务员是人民警察，简称公安民警。

#### 职责
1. 预防、制止和侦查违法犯罪活动；
2. 防範、打击恐怖活动；
3. 维护社会治安秩序，制止危害社会治安秩序的行为；
4. 管理交通、消防、危险物品；
5. 管理户籍、居民身份证、国籍、入境事务和外国人在中国境内居留、旅行的有关事务；
6. 管理边境治安秩序；
7. 警卫国家规定的特定人员、守卫重要场所和设施；
8. 管理集会、游行和示威活动；
9. 监督管理公共信息网络安全监察工作；
10. 指导和监督国家机关、社会团体、企业事业组织和重点建设工程的治安保卫工作，指导治安保卫委员会等群众性治安保卫组织的治安防範工作。

#### 机构设置
国务院设公安部；各省、自治区设置公安厅，直辖市设公安局；大中城市（指副省级城市、地级市）设公安局，盟、地区设公安处；市辖区设公安分局，各县（县级市、旗）设公安局；县（县级市、市辖区、旗）公安（分）局下设公安派出所。铁道部门、交通部门、民航、林业的公安和海关总署缉私局等部列入公安序列，接受同级行政主管部门和公安部门的双重领导，同时也接受人民政府的监督。

#### 香港
在香港的警察局最早稱為差館，後更名為警署。直至現時，差館一詞仍然是香港人的慣用語。

### 中華民國
在中華民國（臺灣）的警政體系中，「警察局」通常指各縣市警察機關，為各地方行政區（直轄市、縣、市）基本的警察機關。各警察局除了附屬於各縣市政府外，並由內政部警政署監督管理。
警察局之下，各縣市依照其轄區數目以及人口規模設置分局，各分局再依照人口分布情形以及治安好壞設置分駐所及派出所。此外，各警察局另設置交通、保安、少年、婦幼等警察隊及刑事警察大隊，由各警察局直接管轄。各警察局也會依照各種職務需要而設置其他特種單位。
並為於連江縣（馬祖）設置警察所以適應該地區之特殊勤務情況。

### 日本
日本類似層級的警察機構，在東京都稱為「警視廳」，在各道府縣称为「XX警察本部」，其下設立相當於分局的「警察署」。

## 外部連結
- 內政部警政署警政治安全球資訊網 - 警察體系 （页面存档备份，存于）